# 이남규 (작가)
이남규은 대한민국의 영화 시나리오 각본가이며 텔레비전 방송과 드라마 각본가이다.

## 집필 작품

### 텔레비전 드라마
- 2003년 ~ 2004년 KBS2 저녁 일일시트콤 《달려라 울엄마》 ... 공동집필
- 2004년 ~ 2005년 KBS2 저녁 일일시트콤 《올드미스 다이어리》 ... 공동집필
- 2011년 ~ 2012년 JTBC 저녁 일일시트콤 《청담동 살아요》 ... 공동집필
- 2015년 JTBC 토일 미니시리즈 《송곳》 ... 공동집필
- 2016년 JTBC 금토 미니시리즈 《이번 주 아내가 바람을 핍니다》 ... 공동집필
- 2019년 JTBC 월화 미니시리즈 《눈이 부시게》 ... 공동집필
- 2023년 JTBC 토일 미니시리즈 《힙(HIP)하게》 ... 공동집필
- 2023년 NETFILX 오리지널 드라마 《정신병동에도 아침이 와요》 ... 공동집필

### 영화
- 2018년 《조선명탐정: 흡혈괴마의 비밀》
- 2015년 《조선명탐정: 사라진 놉의 딸》
- 2011년 《조선명탐정: 각시투구꽃의 비밀》

### 텔레비전 예능 프로그램
- 《코미디빅리그》 (2011년 ~ 2019년)
- 《폭소클럽》 (2002년 ~ 2006년)
- 《개그콘서트》 (1999년 ~ 2019년)

## 도서
- 《올드 미스 다이어리》 1 · 2권 (밀리언하우스, 2005년)

## 수상 경력
- 2007년 KBS 연예대상 코미디부문 방송작가상

## 같이 보기
- 이남규의 텔레비전 드라마 각본 목록